# مارتين فاسكيز (لاعب كرة قدم)
مارتين فاسكيز (بالإسبانية: Martin Vasquez)‏ هو مدرب كرة قدم ولاعب كرة قدم مكسيكي في مركز الوسط، ولد في 24 ديسمبر 1963 في ولاية خاليسكو في المكسيك. شارك مع منتخب المكسيك لكرة القدم ومنتخب الولايات المتحدة لكرة القدم. أما مع النوادي، فقد لعب مع تامبا باي موتيني وتيبورونيس روخوس دي فيراكروز وسان خوسيه إيرثكويكس ولوس أنجلوس لايزرز ونادي أطلس ونادي بويبلا ونادي جامعة غوادالاخارا.

## وصلات خارجية
- مارتين فاسكيز (لاعب كرة قدم) على موقع الدوري الأمريكي (الإنجليزية)
- مارتين فاسكيز (لاعب كرة قدم) على موقع قاعدة بيانات كرة القدم.إي يو (الإنجليزية)
- مارتين فاسكيز (لاعب كرة قدم) على موقع ناشيونال فوتبول تيمز (الإنجليزية)
- مارتين فاسكيز (لاعب كرة قدم) على موقع عالم كرة القدم.نت (الإنجليزية)